# Ligne de Bordeaux à Lacanau
La ligne de Bordeaux à Lacanau est une ancienne ligne de chemin de fer secondaire française non électrifiée à écartement standard et à voie unique de la région Aquitaine. Elle reliait la ville de Bordeaux à l'Océan.

## Chronologie[1]
1881 : concession de la ligne à la Société générale des chemins de fer économiques
21 décembre 1885 : ouverture de la ligne jusqu'à Lacanau-ville
1er janvier 1905 : ouverture du tronçon de Lacanau-ville à Lacanau-Océan
4 octobre 1954 : fermeture de la ligne au trafic voyageur
1962 : fermeture du tronçon de Lacanau-ville à Lacanau-Océan
10 décembre 1978 : fermeture de la ligne
En 2024, un nouveau projet de liaison ferroviaire Bordeaux - Lacanau est à l'étude mais sur un tracé distinct de cette ligne historique.

## Histoire
Au XIXe siècle, le massif de pins maritimes du Médoc n'était accessible que par une seule route et on ne pouvait s'y rendre que par des chemins muletiers très peu carrossables.
Alors, pour favoriser le transport des bois et par souci d'économie, le Conseil général de la Gironde préféra, en 1871, la construction d'une ligne de chemin de fer à un aménagement routier . 
En 1881, la Société générale des chemins de fer économiques accepta de signer avec l'autorité départementale, une concession de 99 ans, comprenant, pour le réseau de la Gironde : une ligne de ceinture des Landes allant de Lesparre-Médoc à Saint-Symphorien, via Facture ; une ligne nord de Lacanau à Bordeaux ; enfin, une ligne sud, de Hostens à Beautiran.
La mise en service eut lieu en 1885. À son ouverture, cette ligne passait par les gares de Bruges, d'Eysines, de Saint-Médard (cette dernière étant aujourd'hui reconvertie en hôtel restaurant), d'Issac (hameau de Saint-Médard), de Salaunes, de Saint-Hélène, de Saumos et de Lacanau. 
En 1884, le conseil municipal de Lacanau étudia l'avant-projet de chemin de fer d'intérêt local déposé par Pierre Ortal pour prolonger la future ligne de Bordeaux Saint-Louis à Lacanau (ouverte en 1885), en vue de créer une nouvelle station balnéaire sur la côte. Émile Faugère, ingénieur spécialisé dans la construction de voies de chemin de fer, présenta aux autorités, le 19 août 1903, le plan de la future voie de chemin de fer dite "d'intérêt local“ pouvant relier Lacanau à l'océan. Celle-ci fut mise en service en 1905.
Après un début difficile jusqu'en 1913, l'arrivée de la guerre 1914-1918 permit à la ligne de connaître un essor remarquable jusqu'en 1934.
Le transport des Allemands et de leur matériel vers les côtes accrut considérablement le trafic durant la Seconde Guerre mondiale. Mais, dès 1945, les machines à vapeur sont remplacées par des locomotives-diesel de type américain. Le transport des voyageurs disparaît en 1954.  Le trafic marchandise, surtout composé de bois (le réseau étant situé dans la forêt des Landes), diminua au profit de la route et s'arrêta complètement en 1978, à la suite de problèmes de trésorerie, avec un an d'avance sur la concession. 
Aujourd'hui les seules traces de cette ligne sont les bâtiments voyageurs, pour beaucoup reconvertis soit en habitations, soit en office de tourisme. 
La ligne a été transformée en piste cyclable (voie verte de Bordeaux à Lacanau-Océan).

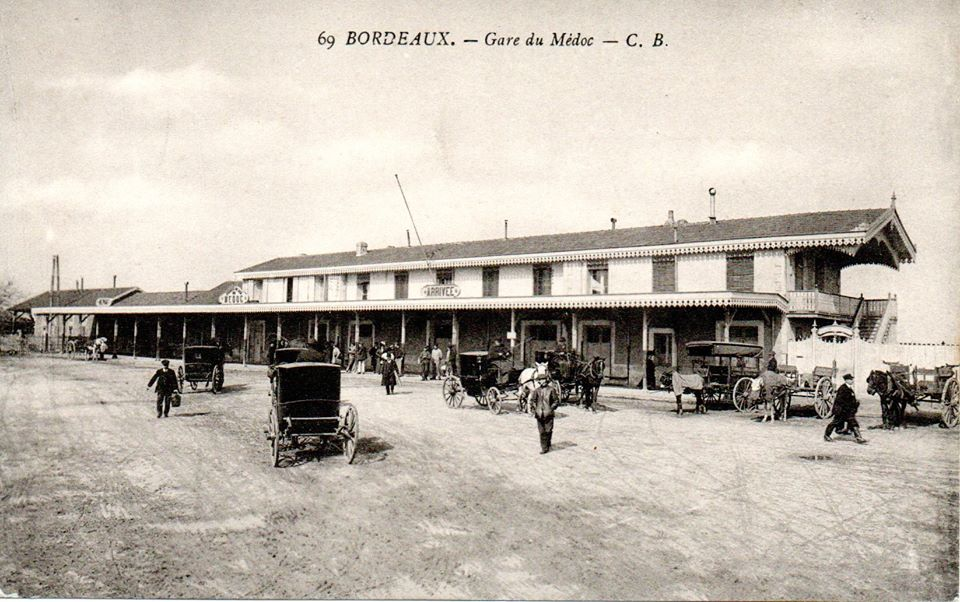
Gare de Bordeaux-Saint-Louis.
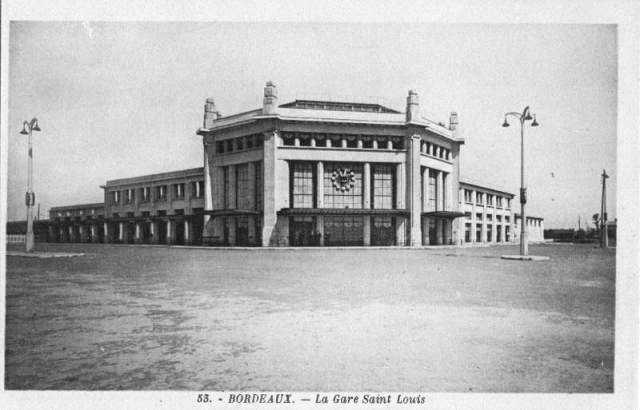
Gare de Bordeaux-Saint-Louis après 1932.
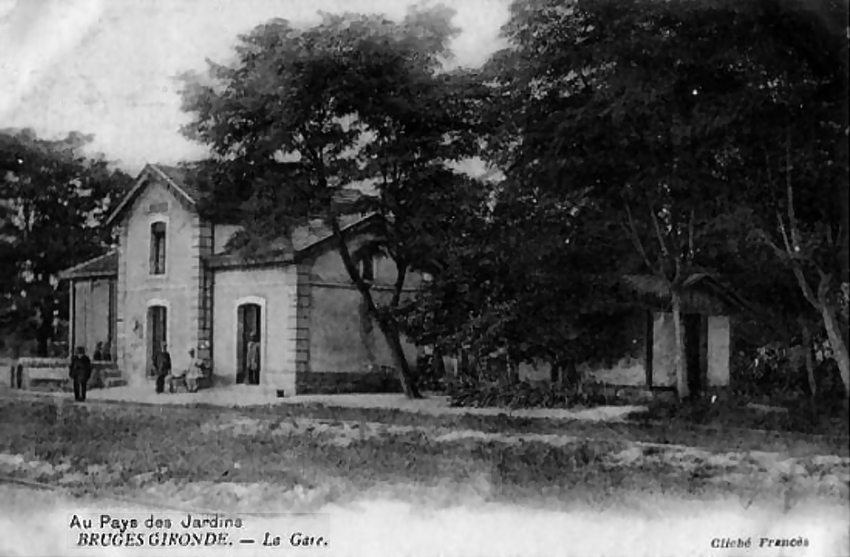
La gare de Bruges.
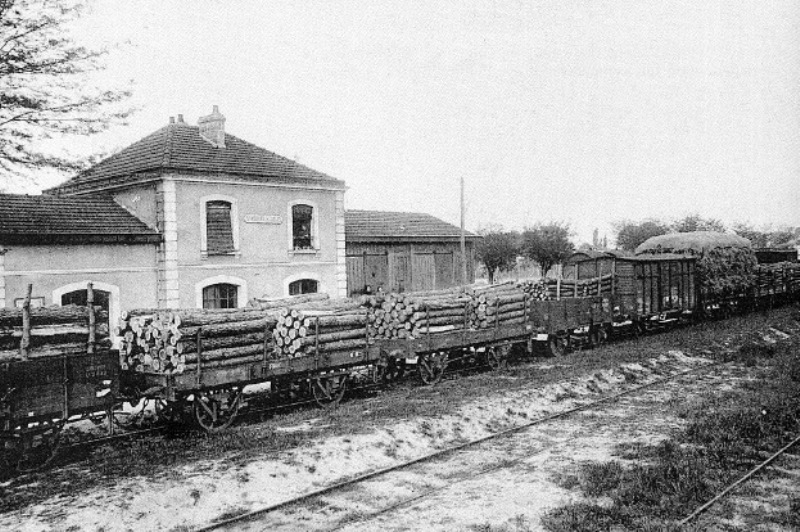
Trains de grumes à Saint-Médard-en-Jalles.
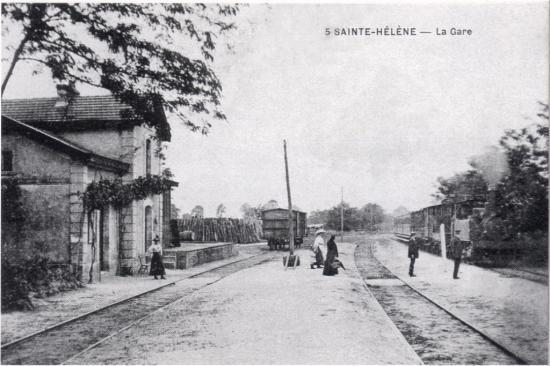
Gare de Sainte-Hélène.
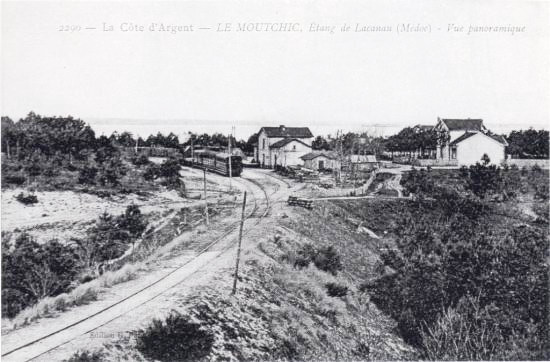
Gare du Moutchic.
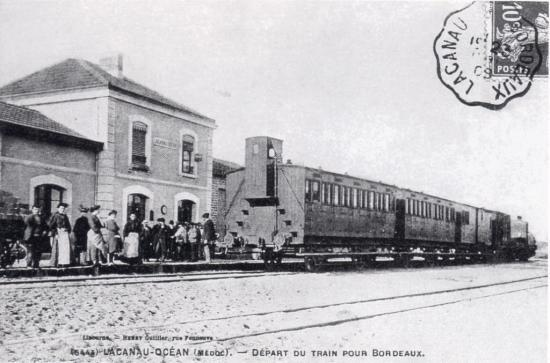
Gare de Lacanau-Océan.

## Gares
La ligne desservait les gares de :
- Bordeaux Saint-Louis (km 0)
- Bruges (km 4,3), embranchement de la ligne de   Pointe-de-Grave
- Eysines (km 7,3)
- Le Haillan (km 9,6), halte
- Saint-Médard-en-Jalles (km 12,5), halte route de Bordeaux
- Saint-Médard-en-Jalles (km 13,7), raccordement de voies vers la poudrerie
- Issac (km 17,1)
- Le Lignan, arrêt facultatif
- Salaunes (km 23,8)
- Sainte-Hélène (km 29,2), embranchement VFL vers Margaux.
- Les Tronquats (km 32,8), arrêt facultatif
- Saumos (km 38,6)
- Lacanau-Ville (km 48,7), correspondance avec la ligne de Lesparre à Saint-Symphorien des S.E.
- Talaris (km 52,0), arrêt facultatif
- Le Moutchic (km 55,5)
- Le Huga (km 58,3), arrêt facultatif
- Lacanau-Océan (km 60,6)

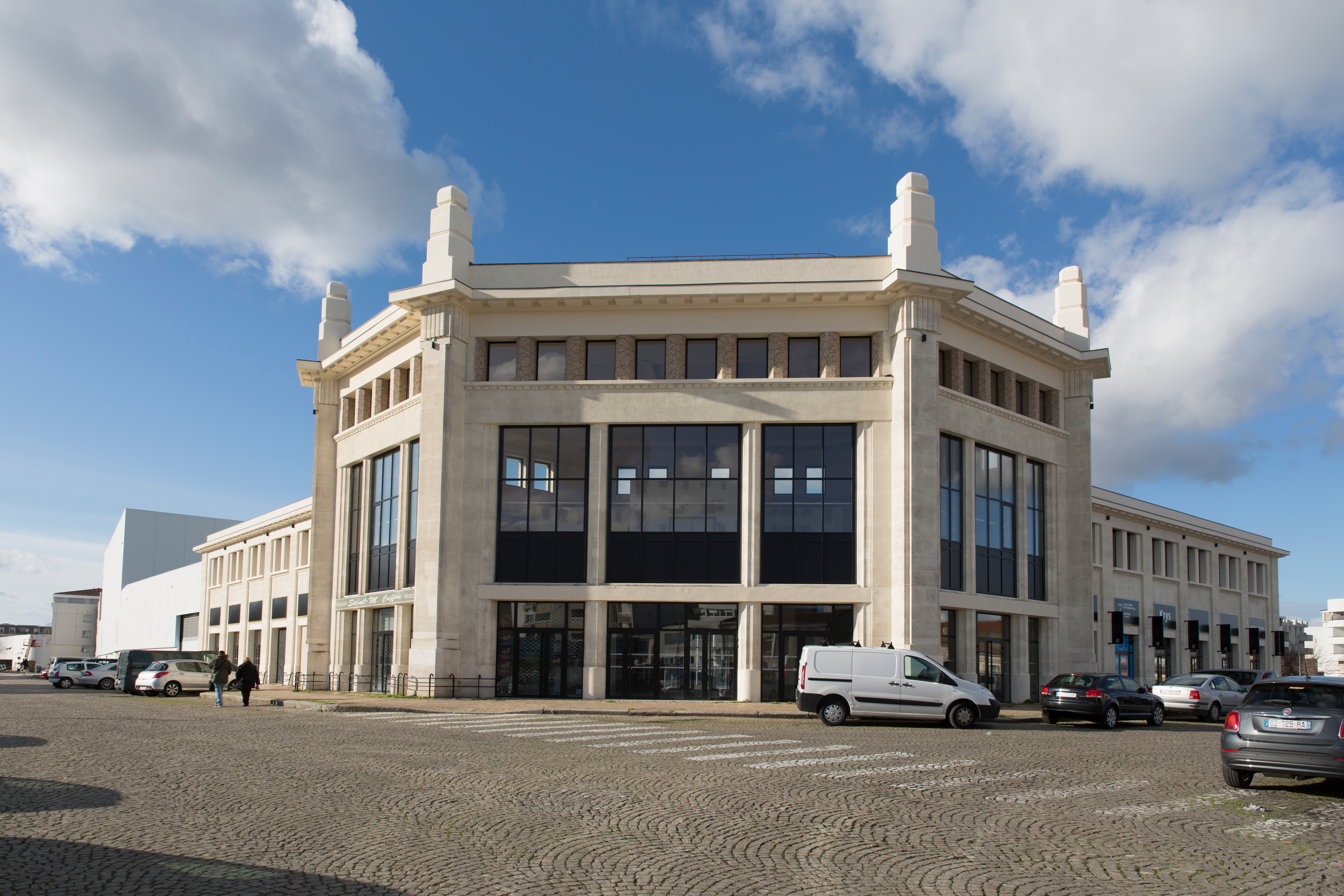
Ancienne gare de Bordeaux Saint-Louis.
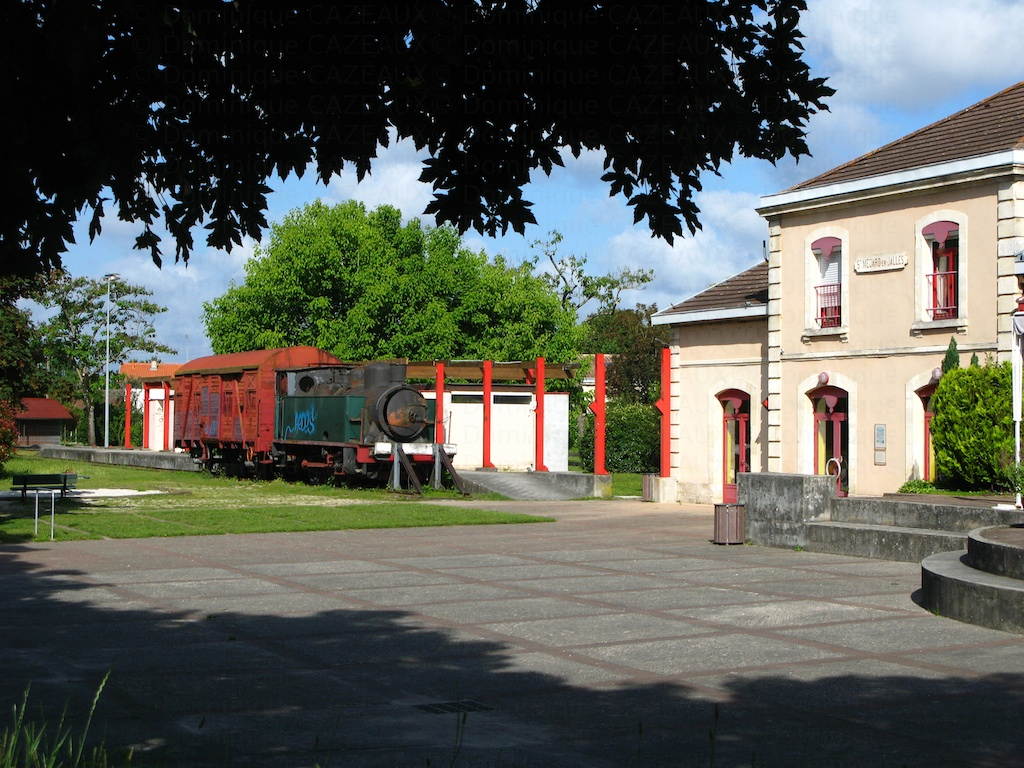
Ancienne gare de Saint-Médard-en-Jalles, sur la voie verte de Bordeaux à Lacanau-Océan, Gironde.
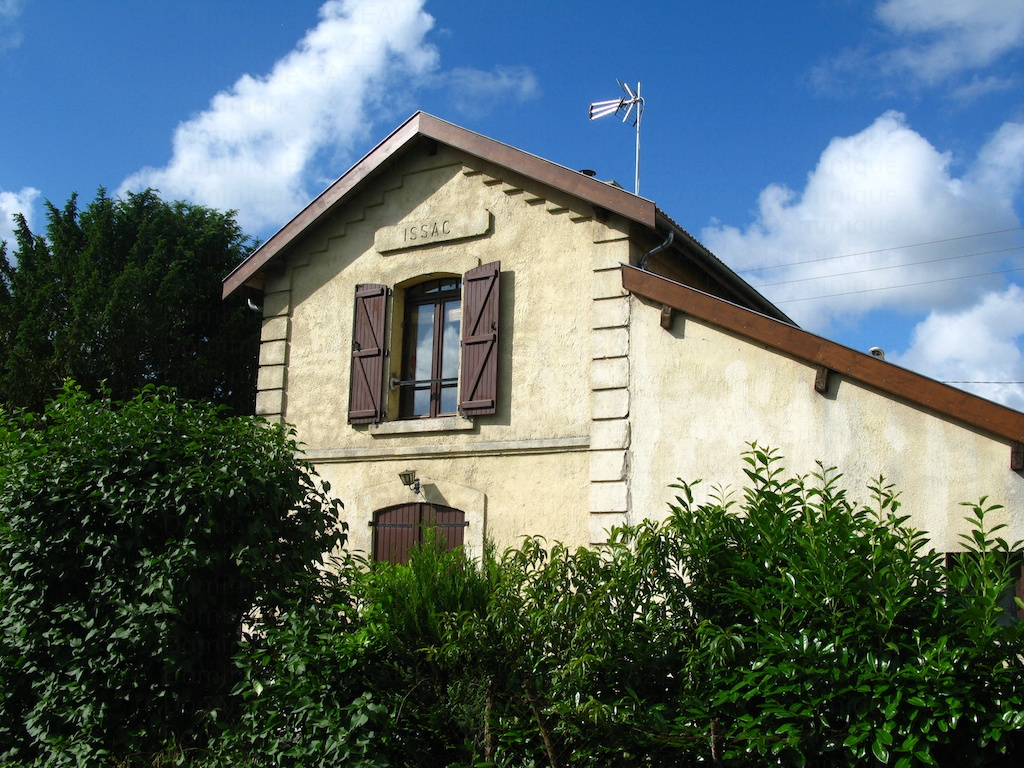
Ancienne gare d'Issac sur la voie verte de Bordeaux à Lacanau-Océan, Gironde.
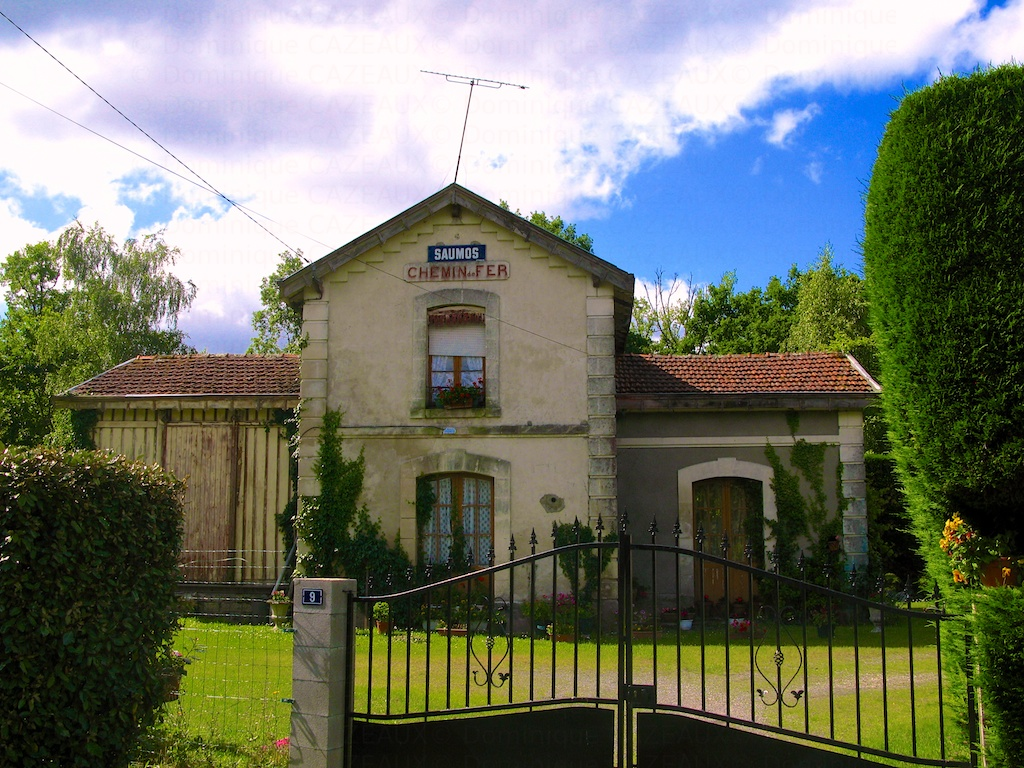
Ancienne gare de Saumos.
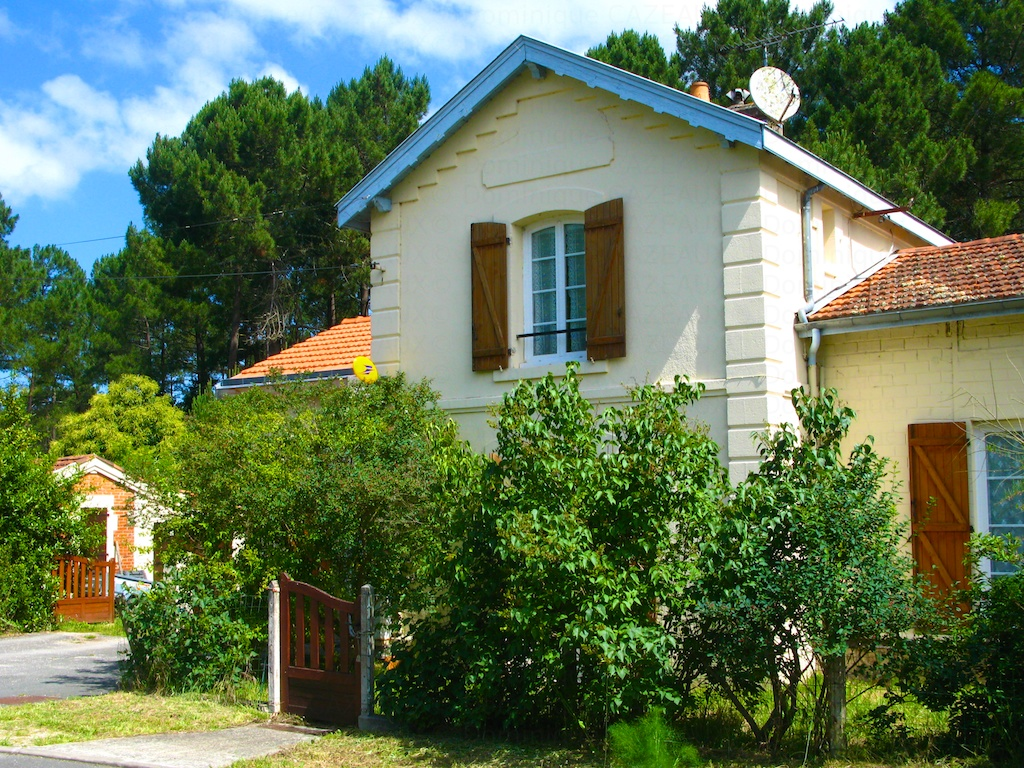
Ancienne gare du Moutchic, sur la voie verte de Bordeaux à Lacanau-Océan, Gironde.

## Réutilisation ferroviaire
En 2014, le maire de Saint-Médard-en-Jalles, Jacques Mangon, envisage de réutiliser la ligne sur 5 km pour y faire passer un prolongement de la ligne D du tramway de Bordeaux. Ce projet aurait nécessité le remplacement de la piste cyclable et sa reconstruction reconstruite en parallèle. En 2021, le projet de prolongement de la ligne D vers Saint-Médard-en-Jalles est reporté sine die par Bordeaux-Métropole.

## Réouverture
Début 2019, la commune de Lacanau fait savoir qu'elle aimerait se voir reliée à Bordeaux par l'intermédiaire d'un tram-train. Le Conseil municipal de Lacanau a voté à l'unanimité une délibération pour le lancement d'une étude opportunité pour la création d'une liaison ferroviaire en tram-train reliant Lacanau à Bordeaux. 
Le coût d'un tel projet est estimé à 150 ou 200 millions d'euros, l'étude permettait entre autres d'en affiner le montant.
Quant au tracé il ne devrait cependant pas reprendre celui d'origine.
Ce projet est motivé par le prolongement de la Ligne D du tramway de Bordeaux mais aussi les JO 2024 dont  l'épreuve de surf pourrait se dérouler à Lacanau. Sans oublier les difficultés de circulation aux heures de pointe notamment sur la rocade de Bordeaux mais aussi sur l'axe routier reliant la métropole à Lacanau.